# Robert Michaelis von Olshausen
Robert Michaelis von Olshausen (Kiel, 3 de julio de 1835 - Berlín, 1 de febrero de 1915) fue un obstetra y ginecólogo alemán. Era hijo de Justus Olshausen (1800-1882), profesor de lenguas orientales en la Universidad de Kiel.

## Biografía
En 1857 obtuvo su doctorado en Königsberg y posteriormente sirvió como asistente de Eduard Arnold Martin en Berlín y de Anton Friedrich Hohl en la Universidad de Halle. En 1863 fue nombrado profesor asociado en Halle y al año siguiente ocupó una cátedra titular. En 1887 regresó a Berlín como sucesor de Karl Ludwig Ernst Schröder como director de la Frauenklinik universitaria.
Se le atribuye la introducción de nuevas técnicas obstétricas en cirugía. Fue editor de la revista «Zeitschrift für Geburtshilfe und Gynäkologie» y, con Johann Veit (1852-1917), publicó «Lehrbuch der Geburtshülfe» de Karl Schroeder (de 1888, ediciones 10 a 12, la última en 1899 bajo el nombre «Lehrbuch der Geburshülfte»).

## Epónimo asociado
- Suspensión de Olshausen: Sutura de los ligamentos redondos y una porción de los ligamentos anchos del útero a la pared abdominal. Procedimiento quirúrgico para la retroversión uterina cuando se puede esperar un embarazo.[1]

## Obras seleccionadas
- Krankheiten der Ovarien. En el «Handbuch der Frauenkrankheiten» de Theodor Billroth, Stuttgart, 1877. 2.ª edición en Theodor Billroth y Georg Albert Lücke, editores: «Deutsche Chirurgie», Berlín, 1886 – Enfermedades de los ovarios
- Ueber ventrale Operación bei Prolapsus und Retroversio uteri. Zentralblatt für Gynäkologie, Leipzig, 1886, 10: 698–701.
- Ueber Exstirpation der Vagina. Zentralblatt für Gynäkologie, Leipzig, 1895, 19: 1–6. – Sobre la extirpación de la vagina.
- Lehrbuch der Geburtshilfe. Con Johann Veit. 5ª edición, Bonn, 1902 – Libro de texto de obstetricia.